# Target (película)
Target (Agente doble en Berlín en España, Target: un juego peligroso en Perú, Doble agente en Venezuela) es una película de 1985 dirigida por Arthur Penn y protagonizada por Gene Hackman, Brad Williams y Matt Dillon.

## Argumento
La familia Lloyd tiene intención de hacer las vacaciones en Europa. Sin embargo, antes de marcharse, Donna convence a Walter, su marido y a Chris, su hijo, que tiene 20 años, de que pasen el fin de semana en el campo. Los dos acceden, pero cuando el fin de semana termina y regresan a casa, ellos descubren que Donna ya no está y que ha sido raptada en París.
Por ello padre e hijo viajarán inmediatamente a la ciudad de la Luz para conseguir rescatarla. Una vez allí, Chris se dará cuenta de que su padre, al que siempre ha considerado un tipo aburrido, tímido y demasiado tranquilo, que es un exagente encubierto de la CIA, y, aparte de hablar francés de forma fluida, es un tipo valiente, decidido y dispuesto a todo por salvar a su esposa. Con el tiempo descubrirán que se han convertido en el blanco de una red de espías internacionales y que deberán luchar para sobrevivir.

## Reparto
| Actor           | Personaje         |
| --------------- | ----------------- |
| Gene Hackman    | Walter Lloyd      |
| Brad Williams   | Forklift Operator |
| Matt Dillon     | Chris Lloyd       |
| Gayle Hunnicutt | Donna Lloyd       |
| Randy Moore     | Director de gira  |
| Ilona Grübel    | Carla             |
| Tomas Hnevsa    | Henke             |
| Jean-Pol Duboi  | Glasses           |

## Producción
La filmación de la película comenzó el 8 de octubre de 1984 y terminó a mediados de febrero de 1985. Se filmó para ello en Dallas y Corpus Christi, situadas en Texas, en París, Francia y en Hamburgo y Berlín Occidental, Alemania.

## Recepción
Hoy en día la película ha sido valorada en portales cinematográficos y por críticos profesionales. En IMDb, con aproximadamente 5000 votos registrados, el filme obtiene una media ponderada de 5,9 sobre 10. En cuanto a Rotten Tomatoes, los más de 1000 votos registrados en el portal dieron a la producción cinematográfica una valoración media de 3 de 5, mientras que los 26 críticos profesionales registrados allí le dan una valoración media de 5,7 de 10. También cabe destacar, que en La Vanguardia el 61 % de los usuarios registrados allí le dieron una valoración positiva.